# Ormosia antioquensis
Ormosia antioquensis là một loài thực vật có hoa trong họ Đậu. Loài này được Rudd miêu tả khoa học đầu tiên.